# Cão da Serra da Estrela
Der Cão da Serra da Estrela ist eine von der FCI anerkannte portugiesische Hunderasse (FCI-Gruppe 2, Sektion 2.2, Standard Nr. 173).

## Geschichte
Hunde dieses Typs leben seit langem in der Gegend der Serra de Estrela als Hirtenhunde. Die Hunde begleiten und bewachen die Herde und verteidigen sie gegen Wildtiere.

## Beschreibung
Der Cão da Serra da Estrela ist ein großer (72 cm, 50 kg) Herdenschutzhund, der seinen Bereich mutig gegen Beutegreifer wie den Wolf, aber auch gegen Viehdiebe verteidigt. Wie alle Herdenschutzhunde arbeitet er selbständig. Er ist lebhaft in seinen Bewegungen und imposant im Erscheinungsbild. Sein sicheres, manchmal drohendes Verhalten gegenüber Fremden ist Achtung gebietend; andererseits ist er dem Hirten, seinem Herrn, bemerkenswert folgsam. Die Ohren sind klein, dreieckig und nach hinten gelegt.
Das Haar ist ziegenhaarähnlich, dicht, glatt oder gewellt in kurz oder lang, dichte, oft anders gefärbte Unterwolle, in falbfarben, wolfgrau und gelb eventuell mit weißen Abzeichen.

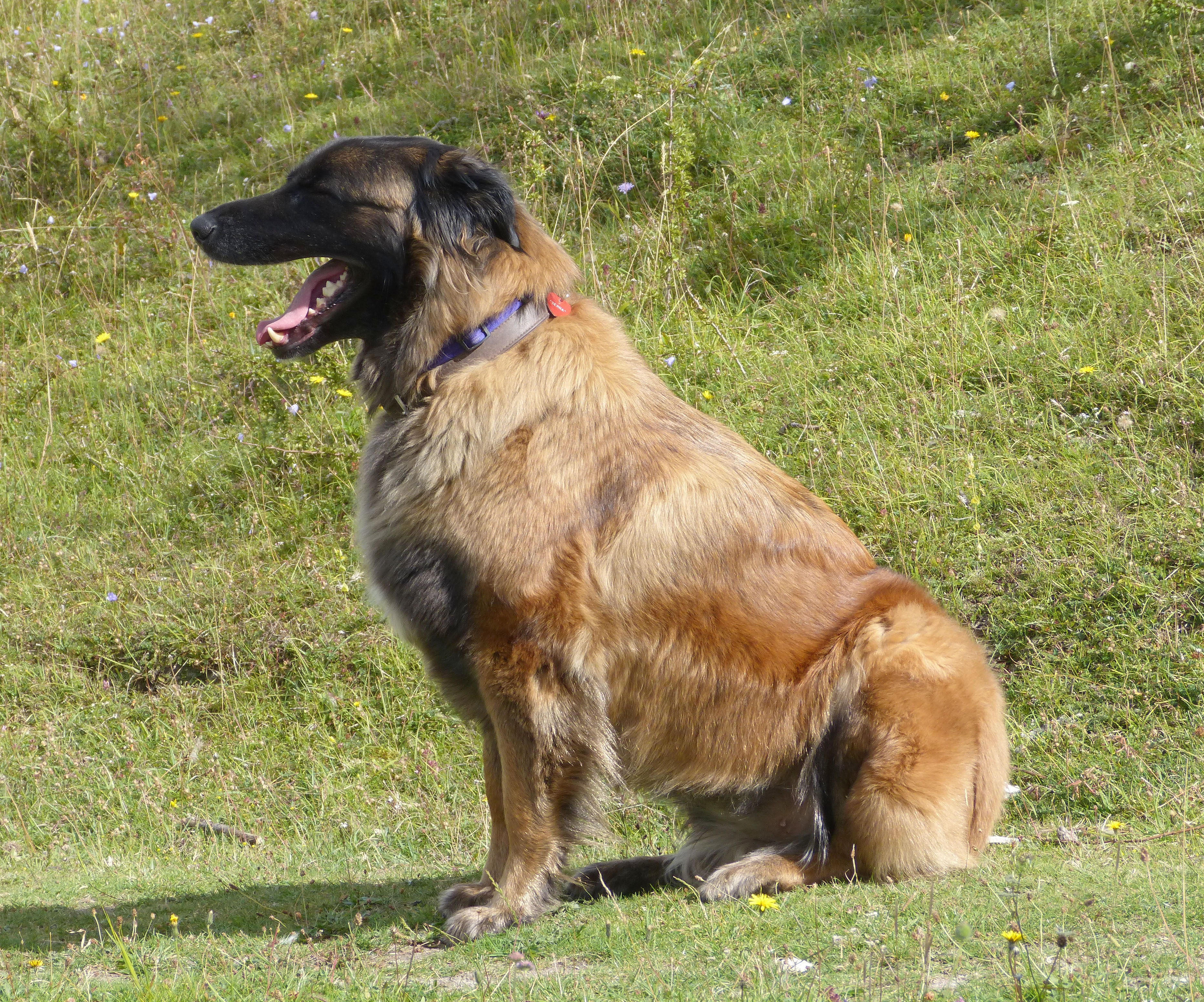